# Villa Trissino (Meledo de Sarego)
Las Barchesse de Villa Trissino, construidas alrededor del año 1567 son la única parte que sobrevive del proyecto nunca realizado de una villa véneta del arquitecto Andrea Palladio en la aldea de Meledo, en el municipio italiano de Sarego (Vicenza). Se encuentra a orillas del río Guà. El complejo está reducido a un estado de abandono y su conservación está en peligro. 

## Historia
En Los cuatro libros de arquitectura Palladio afirma haber comenzado en Meledo (hoy localidad de Sarego), la construcción de una villa para los hermanos Ludovico y Francesco Trissino, figuras de primer plano de la aristocracia vicentina y comitentes de Palladio no sólo en Meledo, sino también un palacio en la ciudad de Vicenza, en el Contro'Riale, y una casita suburbana.
Palladio incluyó el proyecto en Los cuatro libros de arquitectura, publicado en Venecia en 1570, pero es debatible cuánto del gran diseño, visto en el libro, fue seguido durante la construcción inicial. El grabado en el tratado devuelve la imagen de una estructura imponente, articulada sobre varios niveles, claramente inspirada en el desarrollo de los complejos romanos antiguos. No es posible afirmar si tal proyecto se pretendía realmente construir. Por otro lado existen trazas evidentes de un inicio de proyecto palladiano en los imponentes cimientos en piedra del edificio a lo largo del río y en las dos barchesse con columnas toscanas de óptima factura. La hipótesis más económica lleva a pensar que hubo un proyecto palladiano para villa Trissino, pero aun así no necesariamente idéntico al presentado en Los cuatro libros. Este último parece más bien el desarrollo de una hipótesis teórica imaginada para el sitio real de Meledo.
A la mayor parte de las villas palladianas se las llama «patricias», reflejando el hecho de que se diseñaban específicamente para miembros de las familias aristocráticas de Vicenza o Venecia. 
En 1996, la Villa Trissino fue elegida como parte del lugar Patrimonio de la Humanidad «La ciudad de Vicenza y las villas palladianas del Véneto». También está incluida en este lugar la Villa Trissino Trettenero, que está a unos 20 kilómetros, justo a las afueras de Vicenza.

## Arquitectura
Aunque la familia Trissino era noble, lo que sobrevive en Meledo es sólo una parte de la columnata extensa de la villa, que habría sido usada para funciones utilitarias, algo así como un corral, reflejando el hecho de que Trissino, como la mayor parte de las villas palladianas, era el centro de una finca agrícola.

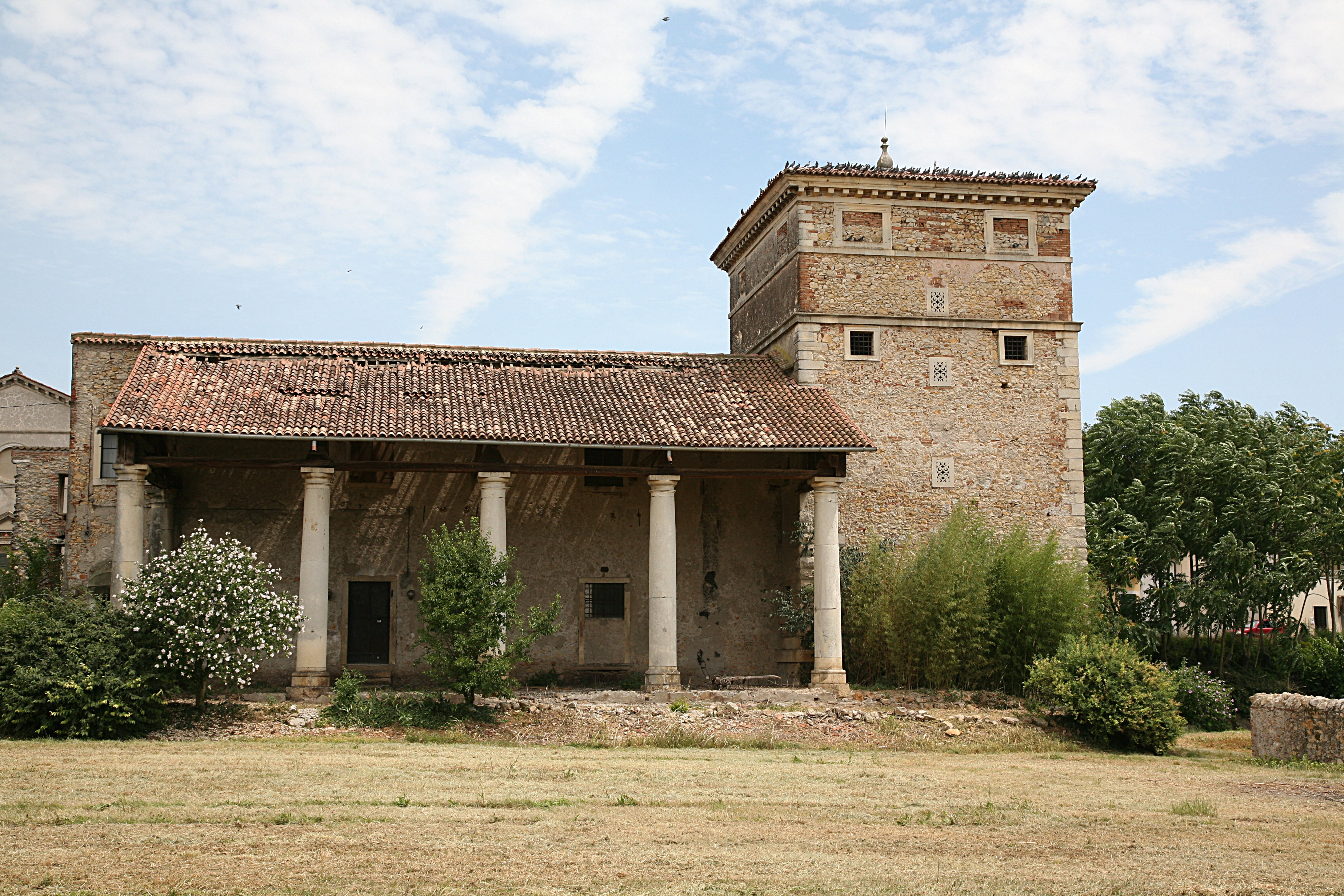
Una de las dos alas con palomares.

Una serie de villas palladianas se apartan de las ilustraciones en Los cuatro libros de arquitectura. Por ejemplo, en Villa Saraceno hay una casa palladiana, pero no las alas del diseño de 1570, y la Villa Poiana fue originalmente diseñada con rasgos más clásicos, sin sus hoy famosos oculi contenidos dentro de su serliana. En Villa Trissino, el visitante actual no encontrará una casa palladiana, pudiendo verse sólo el comienzo de dos alas extendiéndose. Al final del ala, hay un palomar en forma de torre, un rasgo que también se encuentra en Villa Barbaro. El palomar de Villa Trissino está dotado de chimeneas y decorado con grutescos al frescos de Eliodoro Forbicino (un pintor veronés mencionado por Vasari y que ya había trabajado en los palacios palladianos Chiericati y Thiene). Esto indica que incluso dentro de las partes utilitarias de la villa, se ponía gran cuidado en crear también una belleza estética. 

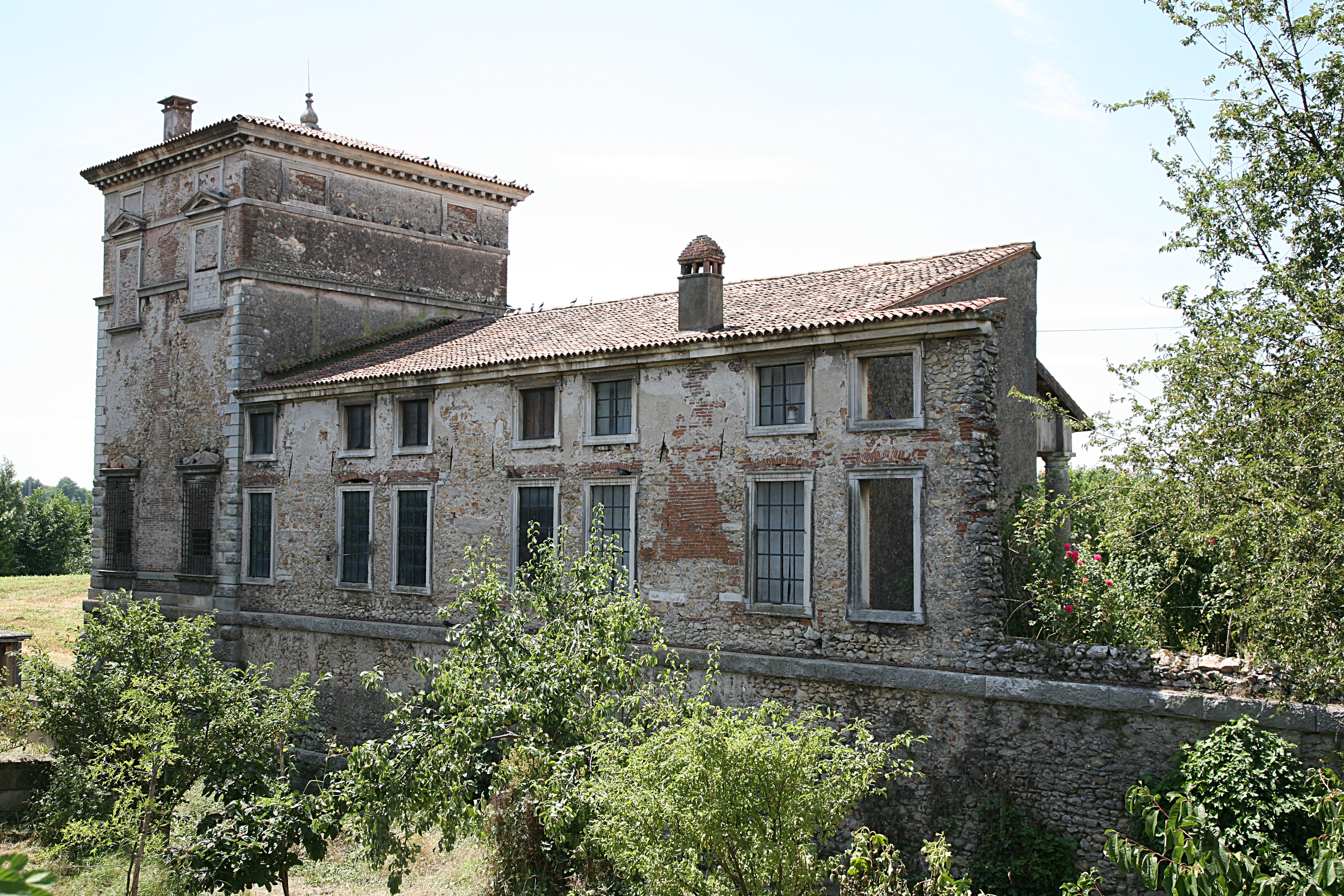